# Ermitage Sainte-Catherine de Lormont
Pour les articles homonymes, voir Ermitage Sainte-Catherine.
L'ermitage Sainte-Catherine, inscrit aux monuments historiques, est situé sur la commune de Lormont, dans le département de la Gironde, en France.

## Localisation
À peine visible depuis les berges de la Garonne, adossée à la "Roque" de Lormont, face à la Garonne, la chapelle de l'ermitage Sainte-Catherine est un petit oratoire troglodyte en ruines.

## Description de l'ermitage
Aujourd'hui il ne reste plus que des ruines de l'ermitage Sainte-Catherine. À cause du danger des éboulements, l'accès à la grotte est interdit au public.
Au XIXe siècle quand on se rendait à Lormont par la Garonne, on apercevait un peu avant d'arriver au bourg, et perché sur le coteau, un arceau ogival entouré de restes de murailles couvertes de lierres et de ronces. 
|  |

Un dessin de Hermann Van der Hem, daté de 1646, situe exactement l’ermitage de Sainte-Catherine sur la falaise rocheuse qui surplombe la rive droite de la Garonne. Son apparence champêtre a totalement disparu puisque le quartier de Lormont est aujourd’hui situé à l’intérieur de la voie rapide circulaire qui fait le tour de l’agglomération bordelaise.
| - Vue depuis quai Numma-Sensine - Pont d'Aquitaine et la chapelle |

Le plan, dressé par E. Piganeau en 1877, divise l'ermitage en cinq zones :
| - Plan de l'ermitage en 1877 (E. Piganeau) |

Adossée à la "Roque" de Lormont, face à la Garonne, la chapelle (zone 2) de l'ermitage est installée dans le plus vaste des quatre abris troglodytiques qui constituent cet ensemble religieux ; elle communique de chaque côté avec une plus petite salle. 
Deux fosses funéraires sont creusées dans le sol. Au sud deux autres grandes salles sur deux niveaux sont actuellement en ruines, à la suite de l'écroulement de la roche ; plus loin encore une autre salle (zone 5) abritant une citerne ainsi qu'un long couloir (zone 4) sont creusés dans le rocher. 
Ces abris sont renforcés par des voûtes ; celle de la chapelle, dont les vestiges forment un berceau brisé, est ornée de caissons à décor végétal qui complètent un retable composé de fausses colonnes à chapiteau et de volutes.  
| - La chapelle (zone 2) - La cave voûtée (zone 3) |

La chapelle, au-dessous de l'arc ogival, mesure environ six mètres de longueur sur trois de large. Au fond se trouve un grand bas-relief mutilé, formant retable et représentant sainte Catherine, la Vierge, l'enfant Jésus et un ange : le Mariage mystique de sainte Catherine. Cette sculpture, ainsi que les nombreux caissons qui décorent l'arc cintré de la voûte, datent du XVIIe siècle. Les caissons renferment chacun une fleur variée. 
Au-dessus du bas-relief, on voit sculpté l'écusson de l'ordre des Carmes : d'argent à deux étoiles de sable et à une étoile d'argent. 
À droite de la chapelle est un petit réduit peu profond; à gauche, l'entrée (murée) d'une salle voûtée (zone 1). 
Un peu plus au sud est une vaste cave (zone 3) solidement voûtée prenant jour par des soupiraux, et sur laquelle était un spacieux bâtiment ; on en voit encore, à l'Est, les arrachements de la voûte cintrée. 
À quelques mètres de là, vers le Sud (zone 4), une petite porte donne passage à un souterrain étroit, pratiqué dans le rocher. 
Çà et là, entre les zones 2 et 5, des arrachements de murs indiquent les habitations qui environnaient la chapelle.
La fontaine, au sud de la chapelle (entre les zones 3 et 5), a été reconstruite au début du XVIIe siècle entre les deux groupes d'abris troglodytes ; appuyée contre le rocher, elle est constituée d'un mur percé de deux niches encadrant une baie rectangulaire qui abritait sans doute autrefois la source ; l'ensemble est orné de moulures. 
Enfin, aux environs immédiats du grand bâtiment, une source sortait du rocher. Elle a conservé le nom de Source de l’Ermitage.
La chapelle est inscrite aux Monuments Historiques le 21 décembre 1987.

### L'ermitage en 2017
Les photographies ci-dessous sont groupées en zones correspondantes au plan de Piganeau :
| - L'entrée |

| - L'entrée - Réduit à gauche - Retable - Réduit à droite - Sculptures au-dessus du portail |

| - L'entrée - Traces de peinture |

|  |

|  |

|  |

|  |

|  |

## Historique
Dédié à Sainte Catherine d’Alexandrie, patronne des mariniers et des navigateurs, la première mention de cet ermitage dans les archives remonte à 1386, mais il jouxte un habitat troglodyte encore plus ancien, un boyau occupé par des ermites depuis le IXe siècle. 
Sainte Catherine fut en grand renom en Guyenne au Moyen Âge. L'ermitage de Cambes et la chapelle Sainte-Catherine à Montuzet, près de Plassac avaient les mêmes coutumes : Les femmes y faisaient des vœux, les pèlerins de Saint Jacques y rendaient une visite et les marins y déposaient des ex-voto. Lorsque la procession nautique annuelle de la confrérie de Montuzet (association pieuse d’assistance mutuelle et d’entraide des marins), partant de Bordeaux, se rendait à Montuzet , , la flottille s’arrêtait à hauteur de l’ermitage et on chantait une antienne en l’honneur de la Vierge. 

### 1407 - 1670
Les registres de la Jurade mentionnent une délibération du 25 juin 1407, accordant un subside à l'ermite de Lormont : « et plus fo ordenat que frayre Gyuautey hermitan de Larmon aya per amor de Diu et sustenar sa bita IV liuras ».
Le 11 avril 1446, la communauté des Carmes de Bordeaux acquit, par vois d'échange, le droit de patronage et les biens que le feu Pey de Moulon de Camarsac, fils d'Amanieu de Moulon, avait sur le lieu-dit à La Roque de Lormont.
Depuis cette époque, le couvent des Carmes nommait un religieux ermite pour faire résidence à Lormont et dire les prières auxquelles il était obligé par les fondations. Il resta dans la possession du couvent jusqu’à la Révolution. 
En 1452, Jean Costaner donne une vigne, avec aubarède (plantation de saules ou de peupliers blancs) joignant à la chapelle de l'ermitage contre douze messes annuelles. Pey Compte était alors l'ermite de Lormont.
En 1489, par testament daté du 12 septembre, Jean d'Anglade lègue quatre francs bordelais à la chapelle Saint-Catherine.
Il était réaménagé au XVe siècle par la construction de la voûte de la chapelle et celle d'autres bâtiments actuellement détruits dont quelques pans de murs demeurent, accrochés au rocher. 
Le sanctuaire est incendié en 1570, pendant les Guerres de religion. 
Cependant vers la fin du XVIe siècle l'ermitage a été usurpé par un clerc séculaire. Les carmes de Bordeaux réussissent à récupérer l'ermitage en 1614 et nomment Pierre Compte comme ermite.
L'ermitage avait besoin d'une restauration importante, mais il restait à trouver une personne assez riche et assez dévoué pour la financer.  
En 1665, un premier président du Parlement de Bordeaux, Arnaud de Pontac en promet la reconstruction aux « solitaires ». Après un certain délais, la restauration était faite en 1670-71, selon les plans de l'architecte bordelais Dupuy :
- La maison des ermites était jointe à la chapelle et ne faisait avec elle qu’un seul bâtiment… Elle se composait de cinq pièces : deux chambres pour les hôtes, trois cellules pour les ermites. L’ameublement en était simple mais suffisant. Tables et lits en bois de noyer, coffres en vieux chêne… Près de la chapelle, une sacristie largement pourvue en ornements et linges d’autel. Complétant le tout, un réfectoire et une cuisine aux innombrables ustensiles en cuivre rouge.

Une contestation commence immédiatement. Le supérieur de l'ermitage, le Père André de Saint-Pierre, en 1671, prétendit alors que le bénéfice était indépendant du couvent de Bordeaux et les fruits de la fondations de l'ermitage lui reviennent. Ce qui occasionna une nouveau conflit autour de l'ermitage : on en référa d'abord au Général et au Pape ; l’évêque de Bazas et le Parlement de Bordeaux, sollicités d’intervenir, se montrèrent favorables au Père André. En 1677, appel fut fait par les carmes à l’archevêque de Bordeaux, Henri de Béthune, qu'ils priaient de défendre les droits du couvent. Le 1er octobre 1677 l'archevêque prononce l'union, l'annexion et l'incorporation perpétuelle de l'ermitage, avec tous ses fruits et charges, au couvent des carmes, approuvé le jour même par le parlement de Bordeaux. Ainsi se perdit l'existence propre de cette fondation, laquelle se confond avec celle du couvent.

### L’ermite de Lormont (1671-1690)
Un personnage important dans l'histoire de l'ermitage est Maur de l'Enfant-Jésus. Il est venu en Gascogne en 1648 pour introduire la Réforme de Touraine dans le contexte de la Contre-Réforme. Il est élu prieur du couvent des Carmes à Bordeaux en 1650 et à la suite des luttes intestines entre l'ancien provincial Jean Cheron et son hiérarchie, Maur est nomme provincial en 1655.
À l’occasion de la restauration de l'ermitage, commencée en 1665 et terminée en 1671, Maur de l'Enfant-Jésus, qui recherchait la paix, demanda à vivre « au désert ». Le père André de Saint-Pierre, bénéficiaire de la donation qui permettait les travaux fut nommé supérieur de l'ermitage. On lui adjoignit le père Maur de l’Enfant-Jésus et le frère Roch de l’Assomption, « pour y demeurer fixes et vivre solitaires le reste de leurs jours ».
Durant vingt ans, le père Maur put donc vivre à Lormont et écrire ses œuvres.
La bibliothèque de l'ermitage se trouvait dans la chambre du Père André de Saint-Pierre ; elle se composait d’une cinquantaine de livres de Spiritualité ; le P. Maur de l’Enfant-Jésus avait sa bibliothèque particulière de huit livres : s’en détachent les œuvres de son maître Jean de Saint-Samson, des œuvres de pères latins (Léon le Grand, etc.), de Jean de la Croix, de Jan Van Ruysbroeck, les Institutions de Jean Tauler et la Summa de Thomas d'Aquin.
Maur de l’Enfant-Jésus animait un réseau spirituel, qui s’étendait jusqu’à Rennes, Loudun et Paris. Attiré par sa renommée, Messire
Charles de Brion ( ? -1728) se joignit aux deux ermites en 1679 ou en 1680, après avoir vécu à la Cour de Louis XIV. Maur fit construire
pour lui une petite annexe un peu plus haut que son ermitage et l’instruisit. 
C’est là, dans le « saint désert » bien conforme à l’ancienne tradition carmélitaine, qu’il mourut, en 1690.
Charles de Brion devint abbé et prit la direction des Carmélites de Bordeaux.

### Après la Révolution

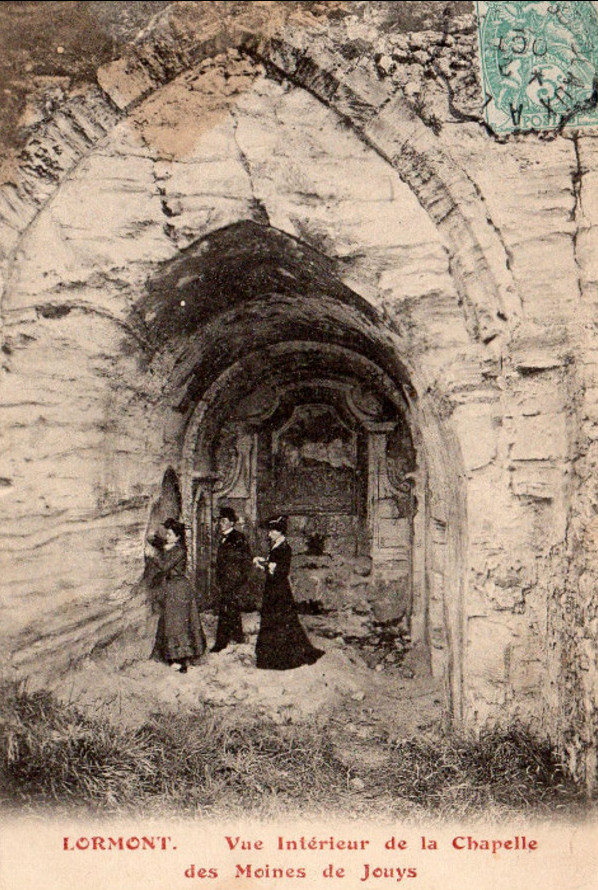
L'Ermitage vers 1905

- À partir de la fin du XVIIe siècle l'ermitage semble être progressivement abandonné jusqu'à sa vente comme bien national en 1791.
- Racheté en 1838 par la compagnie des Chemins de Fer d’Orléans, qui voulait percer un tunnel dans les roches sous l'ermitage, son état s’est peu à peu détérioré.
- Vers 1850, après l'écroulement de la roche détruisant certaines salles, le site est encore modifié par la construction des murs de soutènement pour le passage de la voie ferrée Bordeaux-Paris au-dessous dans le second tunnel.
- L'ermitage est restauré vers 1980 par les Amis du Vieux Lormont qui mettent au jour des ossements et des monnaies. Ils reconstruisent aussi la fontaine voisine, elle-même menacée à cette époque par de nouveaux travaux sur le chemin de fer.
- La municipalité de Lormont acquiert le site de l’ermitage en 1997 et le transforme en parc (30 hectares) ouvert au public en 2006. Le point culminant s’élève à 63 mètres avec un dénivelé en amphithéâtre. Des sentiers permettent aux promeneurs de profiter d’un point de vue exceptionnel sur la Garonne et Bordeaux.